# Коранулен
Коранулен — органическое соединение, полициклический ароматический углеводород, с химической формулой C20H10. Молекула состоит из циклопентанового кольца с пятью бензольными кольцами, поэтому другим его названием является [5]циркулен.